# Урбулак
Урбулак (каз. Үрбұлақ) — село в Тюлькубасском районе Туркестанской области Казахстана. Входит в состав Балыктинского сельского округа. Код КАТО — 516039400.

## Население
В 1999 году население села составляло 1199 человек (618 мужчин и 581 женщина). По данным переписи 2009 года, в селе проживали 983 человека (493 мужчины и 490 женщин).